# Carlo Weber (Architekt)
Carlo Weber (* 6. April 1934 als Karlheinz Weber in Saarbrücken; † 15. Mai 2014 in Stuttgart) war ein deutscher Architekt und Hochschullehrer.

## Leben
Carlo Weber studierte von 1954 bis 1958 und von 1960 bis 1961 an der Technischen Hochschule Stuttgart Architektur. Von 1957 bis 1966 war er Mitarbeiter bei Günter Behnisch und Bruno Lambart in Stuttgart und Düsseldorf und anschließend bei Louis Arretche in Paris. Von 1959 bis 1960 studierte er mit einem DAAD-Stipendium an der École des beaux-arts in Paris. Von 1966 bis 1979 war er Partner in der Architektengemeinschaft Behnisch & Partner. Mit Günter Behnisch, Fritz Auer, Erhard Tränkner und Winfried Büxel ist Weber Planer des Münchner Olympiastadions - Landschaftsplanung Günther Grzimek.
Von 1980 bis 2014 betrieb er ein Büro mit Fritz Auer in Stuttgart und München. Von 1980 bis 1992 hatte er einen Lehrauftrag an der Universität Stuttgart. Ab 1991 war er Teilhaber am Büro „Auer Weber“ in Stuttgart. Von 1992 bis 2002 folgte eine Professur für Gebäudelehre und Entwerfen an der Technischen Universität Dresden. Weber war Mitglied der Sächsischen Akademie der Künste und war von 2000 bis 2011 Sekretär der Klasse Baukunst der Akademie. Carlo Weber lebte in Stuttgart.

## Bauten
verantwortlich in Auer + Weber / Auer + Weber + Assoziierte
- Haus der Archäologie, Chemnitz 2013
- Hauptorgel, Konstantin-Basilika zu Trier 2012
- Sparkasse Memmingen 2010
- École Nonnewisen, Luxembourg 2011
- Seminargebäude Gut Siggen 2007
- Ausstellungsgebäude Brühlsche Terrasse Dresden 2005
- Ruth Merkle Haus - ratiopharm, Ulm 2004
- Sporthalle Aurain, Bietigheim-Bissingen 2003
- Landeszentralbank Bremen in Halberstadt, 2000
- Kurmittelhaus Bad Brambach,  2000
- Amazonienhaus Wilhelma Stuttgart, 1999
- Festspielhaus Recklinghausen, 1998
- Casino und Mensa der Offizierschule des Heeres Dresden, 1998
- Theater Hof, 1994
- Verwaltungsgebäude der Stadtwerke Reutlingen, 1991
- Mensa der Universität Ulm, 1989
- Altenwohnanlage und Pflegeheim Lemgo, 1986
- Kurgastzentrum Bad Salzuflen, 1983

## Preise und Ehrungen
Auszeichnungen (Auszug)

als Partner in Behnisch & Partner
- 1981: UIA Architektur Preis, Olympische Anlagen München 1972
- 1981: Auguste-Perret-Preis, Olympische Anlagen München 1972

in Auer+Weber / Auer+Weber+Assoziierte
- 2010: DIVA Award, Officecenter RIVERGATE, Wien
- 2007: Deutscher Architekturpreis, Anerkennung Ausstellungsgebäude Brühlsche Terrasse, Dresden
- 2006: Dedalo Minosse Prize, Special Prize, Zentrum solarCity Linz-Pichling, Österreich
- 2005: LEAF Awards, Kategorie „Best Environmentally Sustainable Project“, Zentrum solarCity Linz-Pichling, Österreich
- 2004: Leaf Awards, Kategorie „New Build“ + „Overall“, ESO Hotel am Cerro Paranal, Chile
- 2001: Deutscher Architekturpreis, Ruhrfestspielhaus Recklinghausen
- 1995: Deutscher Architekturpreis, Anerkennung Theater Hof
- 1991: Fritz-Schumacher-Preis
- 1991: Kritikerpreis für Architektur, Deutscher Pavillon EXPO ‘92 Sevilla
- 1989: Deutscher Architekturpreis Landratsamt Starnberg